# ЯМ-5
ЯМ-5 (ящичная мина № 5) — советская противотанковая мина нажимного действия.

## История
Мина была разработана конструктором Н. П. Беляковым после начала Великой Отечественной войны и официально принята на вооружение в августе 1941 года.
Корпус мины изготавливался из деталей из толстой фанеры, скреплявшихся гвоздями, что позволяло экономить дефицитный металл и использовать низкоквалифицированную рабочую силу. Так, в октябре 1942 года во инициативе тюменских школьников на Тюменском фанерном комбинате силами учащихся ряда школ был организован школьный цех, только в ноябре 1942 года выпустивший 11 843 корпуса.
Производство было начато в 1941 году и прекращено в 1944 году с принятием на вооружение более совершенной мины ТМД-44.

## Конструкция

Устройство мины ЯМ-5:
,
,
,
,
,
,
,
,

Противотанковые мины серии ЯМ-5 представляли из себя деревянный ящик с откидной крышкой, закреплённой на петлях. Внутри ящика размещался основной заряд, представляющий собой два брикета взрывчатого вещества в парафинированной бумаге — обычно аммонита, аммонала или динамона; иногда использовались другие ВВ в зависимости от доступности — динамит, детонит, аллюматол, гранулотол, зерногранулит или шнейдерит и им подобные. Между брикетами располагался промежуточный детонатор — шашка из прессованного тротила, в которой имелось гнездо для универсального взрывателя МУВ.
Мины серии ЯМ устанавливались вручную на грунт, в грунт или в снег. Из-за негерметичности корпуса применение мин серии во влажных и болотистых грунтах было ограниченно.
При наезде танка на мину крышка ящика под его весом опускалась, выдёргивая чеку из взрывателя; происходил подрыв детонатора, инициировавшего взрыв основного заряда мины. Взрыв мог, в зависимости от модификации мины, разрушить несколько гусеничных траков (ЯМ-5) или даже полностью вывести танк из строя (ЯМ-5К).

## Модификации
|                 | ЯМ-5            | ЯМ-5К           | ЯМ-5М           | ЯМ-5У           | ЯМ-10           |
| --------------- | --------------- | --------------- | --------------- | --------------- | --------------- |
| Общий вес, кг   | 5,7-6,7         | 18,5-21,8       | 8,6-10,1        | 7,2-8,5         | 18-21,1         |
| Масса ВВ, кг    | 2,7-3,2         | 15,5-18,3       | 5,6-6,6         | 4,2-5           | 15-17,6         |
| Размеры, мм     | 240 × 129 × 124 | 600 × 175 × 160 | 240 × 187 × 160 | 240 × 200 × 118 | 620 × 215 × 119 |
| Датчик цели, мм | 240 × 129       | 600 × 175       | 240 × 187       | 240 × 200       | 620 × 215       |

Усилие срабатывания мин серии — 90…260 кг.